# Aritmometru

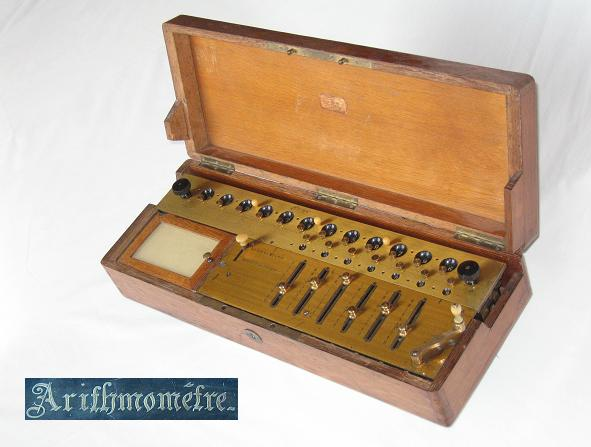
Aritmometru construit de Louis Payen prin 1887

Aritmometrul a fost primul calculator mecanic digital suficient de puternic și fiabil ca să fie utilizat zilnic într-un birou. Acest calculator putea adăuga și scădea direct două numere și putea efectua înmulțiri și împărțiri lungi în mod eficient.
Brevetat în Franța de Thomas de Colmar în 1820 și fabricat între 1851 și 1915,  a devenit primul calculator mecanic care s-a bucurat de succes comercial. Designul său robust i-a asigurat o reputație bună pentru fiabilitate și acuratețe, precum și un rol-cheie în trecerea de la calculatori (persoane) la mașinile de calcul care a avut loc în a doua jumătate a secolului al XIX-lea.
Debutul său în producție din 1851 a lansat industria calculatoarelor mecanice care în cele din urmă a construit milioane de aparate până în anii 1970. Timp de patruzeci de ani, din 1851 până în 1890, aritmometrul a fost singurul tip de calculator mecanic în producție comercială și era vândut în toată lumea. Spre sfârșitul acelei perioade două companii au început să producă clone ale aritmometrului: Burkhardt, din Germania, începând cu 1878, și Layton din Marea Britanie, începând cu 1883. În cele din urmă, aproximativ douăzeci de companii europene construiau clone ale aritmometrului către începutul Primului Război Mondial.